# Gabriela (1960)
Gabriela... Un Amor en la Sombra é uma telenovela mexicana, que se transmitiu no Canal 4, hoje Televisa e exibida em 1960 pelo Telesistema Mexicano. com episódios de 15 minutos de duração. 

## Elenco
- María Teresa Rivas ... Gabriela
- Roberto Cañedo
- Angelines Fernández